# Acallidia
Acallidia é um gênero de mariposa pertencente à família Crambidae.